# Williams FW10
El Williams FW10 fue un monoplaza de Fórmula 1 diseñado por Patrick Head para Williams Racing en la temporada 1985. Fue conducido por Nigel Mansell y Keke Rosberg.

## Resultados

### Fórmula 1
(Clave) (negrita indica pole position) (cursiva indica vuelta rápida)

| Año     | Equipo              | Motor                                   | Neu. | Pilotos       | 1   | 2   | 3   | 4   | 5   | 6   | 7   | 8   | 9   | 10  | 11  | 12  | 13  | 14  | 15  | 16  | Puntos | Pos. |
| ------- | ------------------- | --------------------------------------- | ---- | ------------- | --- | --- | --- | --- | --- | --- | --- | --- | --- | --- | --- | --- | --- | --- | --- | --- | ------ | ---- |
| 1985    | Canon Williams Team | Honda RA164E 1.5 V6 Honda RA165E 1.5 V6 | G    |               | BRA | POR | SMR | MON | CAN | USA | FRA | GBR | GER | AUT | NED | ITA | BEL | EUR | RSA | AUS | 71     | 3.º  |
| 1985    | Canon Williams Team | Honda RA164E 1.5 V6 Honda RA165E 1.5 V6 | G    | Nigel Mansell | Ret | 5   | 5   | 7   | 6   | Ret | DNS | Ret | 6   | Ret | 6   | 11  | 2   | 1   | 1   | Ret | 71     | 3.º  |
| 1985    | Canon Williams Team | Honda RA164E 1.5 V6 Honda RA165E 1.5 V6 | G    | Keke Rosberg  | Ret | Ret | Ret | 8   | 4   | 1   | 2   | Ret | 12  | Ret | Ret | Ret | 4   | 3   | 2   | 1   | 71     | 3.º  |
| Fuente: |                     |                                         |      |               |     |     |     |     |     |     |     |     |     |     |     |     |     |     |     |     |        |      |